# Copa Chile 1996
La Copa Chile 1996 fue la 26ª edición de la Copa Chile. La competición se inició en 17 de febrero de 1996 y concluyó en 30 de noviembre de ese año. Colo-Colo ganó el título por décima vez, al vencer a Rangers por un marcador global de 2-1 en la final. Fue el segundo torneo que el equipo albo consiguió en ese año, luego de coronarse campeón del torneo de Primera División.
En esta edición del torneo, a diferencia de las ediciones anteriores, se mantuvo el formato de 8 grupos de 4 equipos (4 grupos para equipos de la Primera División y otros 4 grupos para equipos de la Primera B). Las 2 modificaciones que sufrió esta edición, es que solamente el ganador de cada grupo, pasará automáticamente a los cuartos de final. En esa instancia, el ganador de cada grupo de Primera División tendría que enfrentarse al ganador de cada grupo de la Primera B y que la final se tenía que jugar en partidos de ida y vuelta, donde en esa instancia, también son válidos los goles de visita, regla que también se aplicó para los cuartos de final y la semifinal.

## Fase de grupos - Primera División

### Grupo 1
| Pos | Equipo               | PJ | PG | PE | PP | GF | GC | Dif | Pts |
| --- | -------------------- | -- | -- | -- | -- | -- | -- | --- | --- |
| 1   | Deportes Antofagasta | 6  | 3  | 2  | 1  | 11 | 7  | +4  | 11  |
| 2   | Cobreloa             | 6  | 2  | 4  | 0  | 12 | 6  | +6  | 10  |
| 3   | Regional Atacama     | 6  | 1  | 3  | 2  | 8  | 10 | -2  | 6   |
| 4   | Coquimbo Unido       | 6  | 0  | 3  | 3  | 5  | 13 | -8  | 3   |

### Grupo 2
| Pos | Equipo             | PJ | PG | PE | PP | GF | GC | Dif | Pts |
| --- | ------------------ | -- | -- | -- | -- | -- | -- | --- | --- |
| 1   | Colo-Colo          | 6  | 6  | 0  | 0  | 17 | 2  | +15 | 18  |
| 2   | Palestino          | 6  | 2  | 2  | 2  | 10 | 7  | +3  | 8   |
| 3   | Santiago Wanderers | 6  | 1  | 3  | 2  | 9  | 15 | -6  | 6   |
| 4   | Unión Española     | 6  | 0  | 1  | 5  | 5  | 17 | -12 | 1   |

### Grupo 3
| Pos | Equipo               | PJ | PG | PE | PP | GF | GC | Dif | Pts |
| --- | -------------------- | -- | -- | -- | -- | -- | -- | --- | --- |
| 1   | Universidad Católica | 6  | 5  | 1  | 0  | 16 | 6  | +10 | 16  |
| 2   | Huachipato           | 6  | 2  | 1  | 3  | 9  | 11 | -2  | 7   |
| 3   | Deportes Concepción  | 6  | 2  | 0  | 4  | 9  | 15 | -6  | 6   |
| 4   | O'Higgins            | 6  | 1  | 2  | 3  | 6  | 8  | -2  | 5   |

### Grupo 4
| Pos | Equipo               | PJ | PG | PE | PP | GF | GC | Dif | Pts |
| --- | -------------------- | -- | -- | -- | -- | -- | -- | --- | --- |
| 1   | Universidad de Chile | 6  | 5  | 0  | 1  | 11 | 3  | +8  | 15  |
| 2   | Deportes Temuco      | 6  | 3  | 1  | 2  | 6  | 5  | +1  | 10  |
| 3   | Provincial Osorno    | 6  | 2  | 0  | 4  | 5  | 9  | -4  | 6   |
| 4   | Audax Italiano       | 6  | 1  | 1  | 4  | 7  | 12 | -5  | 4   |

## Fase de grupos - Primera B

### Grupo 1
| Pos | Equipo           | PJ | PG | PE | PP | GF | GC | Dif | Pts |
| --- | ---------------- | -- | -- | -- | -- | -- | -- | --- | --- |
| 1   | Deportes Iquique | 6  | 3  | 1  | 2  | 12 | 7  | +5  | 10  |
| 2   | Magallanes       | 6  | 3  | 1  | 2  | 13 | 12 | +1  | 10  |
| 3   | Cobresal         | 6  | 3  | 1  | 2  | 13 | 14 | -1  | 10  |
| 4   | Deportes Arica   | 6  | 1  | 1  | 4  | 4  | 9  | -5  | 4   |

### Grupo 2
| Pos | Equipo             | PJ | PG | PE | PP | GF | GC | Dif | Pts |
| --- | ------------------ | -- | -- | -- | -- | -- | -- | --- | --- |
| 1   | Deportes La Serena | 6  | 4  | 1  | 1  | 12 | 6  | +6  | 13  |
| 2   | Everton            | 6  | 3  | 1  | 2  | 9  | 5  | +4  | 10  |
| 3   | Deportes Ovalle    | 6  | 2  | 2  | 2  | 5  | 5  | 0   | 8   |
| 4   | Unión San Felipe   | 6  | 1  | 0  | 5  | 6  | 16 | -10 | 3   |

### Grupo 3
| Pos | Equipo             | PJ | PG | PE | PP | GF | GC | Dif | Pts |
| --- | ------------------ | -- | -- | -- | -- | -- | -- | --- | --- |
| 1   | Rangers            | 6  | 4  | 1  | 1  | 15 | 6  | +9  | 13  |
| 2   | Deportes Melipilla | 6  | 4  | 0  | 2  | 9  | 5  | +4  | 12  |
| 3   | Colchagua          | 6  | 2  | 2  | 2  | 10 | 12 | -2  | 8   |
| 4   | Unión Santa Cruz   | 6  | 0  | 1  | 5  | 5  | 16 | -11 | 1   |

### Grupo 4
| Pos | Equipo                | PJ | PG | PE | PP | GF | GC | Dif | Pts |
| --- | --------------------- | -- | -- | -- | -- | -- | -- | --- | --- |
| 1   | Deportes Puerto Montt | 6  | 3  | 2  | 1  | 9  | 5  | +4  | 11  |
| 2   | Ñublense              | 6  | 3  | 2  | 1  | 7  | 5  | +2  | 11  |
| 3   | Fernández Vial        | 6  | 2  | 3  | 1  | 8  | 6  | +2  | 9   |
| 4   | Deportes Linares      | 6  | 0  | 1  | 5  | 5  | 13 | -8  | 1   |

## Fase Final

### Cuartos de final
| 10 de julio de 1996 | Deportes Iquique | 0:1 (0:0) | Deportes Antofagasta | Estadio Tierra de Campeones, Iquique |  |
|                     |                  |           | Soto 77'             |                                      |  |

| 17 de julio de 1996 | Deportes Antofagasta                                  | 4:2 (3:0) (Global 5:2) | Deportes Iquique                | Estadio Regional, Antofagasta |  |
|                     | Cubillos 1' · Castro 23' · Fascioli 33' · Vásquez 84' |                        | Cornez 64' (pen.) · Velazco 87' |                               |  |

| 10 de julio de 1996 | Rangers   | 1:0 (0:0) | Universidad Católica | Estadio Fiscal, Talca |  |
|                     | Lagos 41' |           |                      |                       |  |

| 17 de julio de 1996                  | Universidad Católica          | 2:1 (0:0) (Global 2:2) | Rangers   | Estadio San Carlos de Apoquindo, Santiago |  |
|                                      | Garrido 59' (ag.) · Tudor 86' |                        | Rojas 83' |                                           |  |
| Clasifica Rangers por gol de visita. |                               |                        |           |                                           |  |

| 10 de julio de 1996 | Deportes Puerto Montt | 0:0 | Universidad de Chile | Estadio Chinquihue, Puerto Montt |  |

| 17 de julio de 1996 | Universidad de Chile                             | 5:0 (2:0) (Global 5:0) | Deportes Puerto Montt | Estadio Nacional, Santiago |  |
|                     | Goldberg 12', 42' · Salas 60', 76' · Silvani 82' |                        |                       |                            |  |

| 10 de julio de 1996 | Deportes La Serena | 1:1 (0:0) | Colo-Colo        | Estadio La Portada, La Serena |  |
|                     | Araya 75'          |           | Barticciotto 66' |                               |  |

| 17 de julio de 1996 | Colo-Colo | 1:0 (0:0) (Global 2:1) | Deportes La Serena | Estadio Monumental David Arellano, Santiago |  |
|                     | Lobos 63' |                        |                    |                                             |  |

### Semifinales
| 24 de septiembre de 1996 | Rangers   | 1:0 (1:0) | Deportes Antofagasta | Estadio Fiscal, Talca |  |
|                          | Rojas 33' |           |                      |                       |  |

| 1 de octubre de 1996                    | Deportes Antofagasta       | 3:2 (1:0) (Global 3:3) | Rangers                     | Estadio Regional, Antofagasta |  |
|                                         | Acosta 29', 50' · Cruz 67' |                        | de Gregorio 48' · Rojas 80' |                               |  |
| Clasifica Rangers, por goles de visita. |                            |                        |                             |                               |  |

| 20 de noviembre de 1996 | Colo-Colo             | 2:3 (1:2) | Universidad de Chile                           | Estadio Monumental David Arellano, Santiago |  |
|                         | Reyes 11' · Tapia 79' |           | Sánchez 9' · Rodríguez 26' · Traverso 90+10' · |                                             |  |

| 26 de noviembre de 1996 | Universidad de Chile | 0:2 (0:1) (Global 3:4) | Colo-Colo             | Estadio Nacional, Santiago |  |
|                         |                      |                        | Basay 5' · Espina 72' |                            |  |

### Final
| 28 de noviembre de 1996 | Rangers      | 1:1 | Colo-Colo | Estadio Fiscal, Talca                                         |                                                               |
|                         | Andrades 15' |     | Tapia 74' | Asistencia: 13.433 espectadores Árbitro(s): Rafael Hormazábal | Asistencia: 13.433 espectadores Árbitro(s): Rafael Hormazábal |

| Rangers 1                                        | Colo-Colo 1                                                   |
| ------------------------------------------------ | ------------------------------------------------------------- |
| José Yates                                       | Claudio Arbiza                                                |
| Carlos Venegas                                   | Francisco Fernández                                           |
| Amílcar Balercia                                 | Pedro Reyes                                                   |
| Osvaldo Villegas                                 | Marco Muñoz                                                   |
| Mario Garrido                                    | David Henríquez                                               |
| Elías Quijada                                    | Mario Salas                                                   |
| Eladio Rojas                                     | Francisco Arrué                                               |
| Eduardo Pinto                                    | Juan Carlos Alegría 82'                                       |
| Manuel Andrades 15' 80'                          | José Luis Sierra 46'                                          |
| Pascual de Gregorio 81'                          | Héctor Tapia 74'                                              |
| Alejandro Chilindrón                             | Moisés Ávila 61'                                              |
| DT: Raúl Toro                                    | DT: Gustavo Benítez                                           |
| Cambios: · Hernán Romero 80' · Leonardo Soto 81' | Cambios: · Luis Mena 82' · Marcelo Espina 46' · Ivo Basay 61' |

| 30 de noviembre de 1996 | Colo-Colo | 1:0 | Rangers | Estadio Monumental David Arellano, Santiago                |                                                            |
|                         | Tapia 37' |     |         | Asistencia: 30.000 espectadores Árbitro(s): Eduardo Gamboa | Asistencia: 30.000 espectadores Árbitro(s): Eduardo Gamboa |